# CSM București (handbal feminin)
Clubul Sportiv Municipal București, pe scurt CSM București sau CSMB, este o echipă feminină de handbal din București, România, care evoluează în Liga națională și Liga Campionilor EHF.
Fondat în 2007, clubul avea să cunoască rapid succesul, prin câștigarea primului titlu național în 2015. În sezonul următor, echipa a debutat în Liga Campionilor EHF, competiție pe care a și câștigat-o în premieră, în urma unei finale disputate împotriva formației maghiare Győr.
CSMB deține în palmares mai multe trofee: titlul național (6), Cupa (5) și Supercupa României (4). „Tigroaicele” au în palmares trofeul Ligii Campionilor EHF (2016), dar și două medalii de bronz (obținute în Final Four-ul din 2017, respectiv 2018).

## Istorie

### 2007 — 2014: Începuturile
Clubul a fost înființat prin Hotărârea Consiliului General al Municipiului București nr. 153/19.06.2007, ca secție de handbal feminin a asociației polisportive Clubul Sportiv Municipal București. Echipa a activat în ligile inferioare de handbal pentru următoarele două sezoane, fără a avea rezultate notabile. La finalul sezonului 2008—2009, formația bucureșteană Rapid a întâmpinat serioase probleme financiare după retragerea sponsorului principal, iar 11 dintre jucătoarele din Giulești, alături de antrenorul Vasile Mărgulescu, s-au transferat la clubul CSM București. Având acum în componență câteva jucătoare cu experiență precum Alina Dobrin, Cristina Nicolae sau Andreea Cruceanu, CSM București obține 18 victorii din tot atâtea meciuri în Divizia A și promovează în Liga Națională de handbal feminin.
Începând cu anul 2010, CSM București devine o prezență constantă în Liga națională, iar în primul său sezon oficial în prima ligă, echipa reușește să ocupe locul trei, fiind surclasată de Oltchim și „U” Jolidon Cluj. Acest rezultat îi oferă clubului oportunitatea de a participa în premieră într-o competiție europeană: în sezonul 2011—2012 CSM București debutează în Cupa EHF, unde învinge formația poloneză SPR Lublin într-o dublă tur-retur. Echipa din capitală ajunge în șaisprezecimile acestei competiții, unde avea să fie învinsă de HC Zalău. CSM București se menține în liga națională, însă fără a avea rezultate notabile; începând cu 2012 nivelul de joc al clubului scade, iar echipa ajunge la finalul lui 2013 în jumătatea inferioară a clasamentului.
Reorganizarea
La începutul lui 2014, în urma rezultatelor slabe înregistrate de CSM București în fața unor formații din subsolul clasamentului, antrenorul Vasile Mărgulescu a fost demis, iar în locul acestuia a fost semnat un contract cu antrenoarea daneză Mette Klit. Reprezentanții clubului au declarat că intenționează să transforme CSM București într-o echipă care va câștiga titlul național, iar ulterior va juca în Liga Campionilor EHF. Începând din luna februarie 2014, CSM București a demarat o campanie de transferuri al cărei scop a fost aducerea la echipă a unor jucătoare valoroase alături de care conducerea clubului spera că se va putea atinge obiectivul dorit. În primăvara anului 2014, pentru clubul bucureștean au semnat, printre altele, Patricia Vizitiu, Iulia Curea, Mayssa Pessoa, Ana Paula Rodrigues, Oana Manea, Talida Tolnai, Deonise Cavaleiro, Fernanda da Silva, Carmen Martín și Linnea Torstenson.

### 2014 — 2015: Primul titlu național

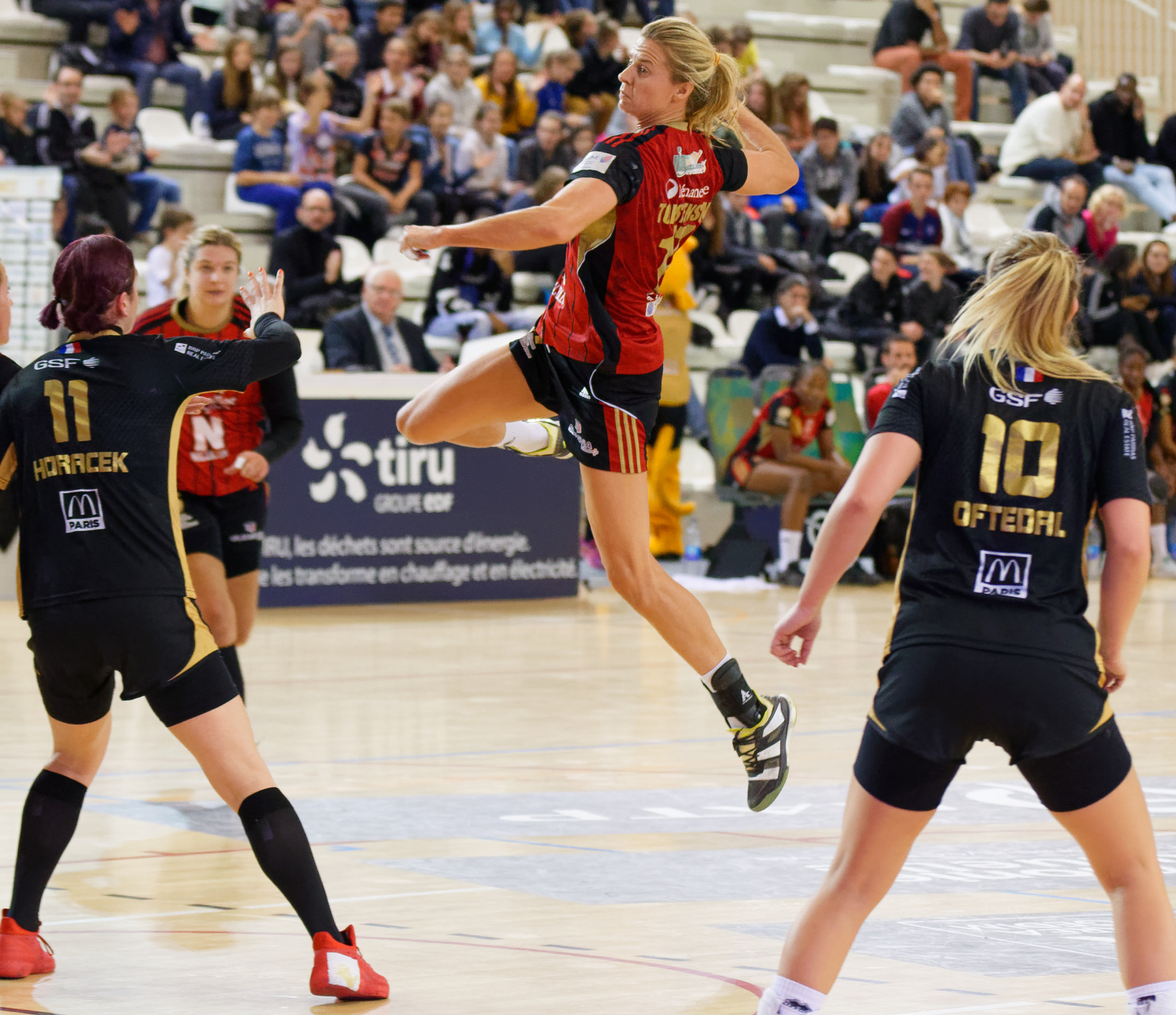
Experimentata jucătoare suedeză Linnea Torstenson a avut o contribuție semnificativă la succesele clubului, atât pe plan național, cât și european.

În vederea pregătirii pentru noul sezon competițional, între 21 și 24 august 2014 clubul găzduiește prima ediție a turneului amical Bucharest Trophy. Evenimentul, catalogat de presă drept „cel mai prestigios turneu amical care are loc în România”, s-a desfășurat în compania unor echipe de top din Europa, printre care s-au numărat ŽRK Budućnost (finalista din 2014 a Ligii Campionilor EHF) și Rostov-Don (cu obiective în cupele europene). CSM București câștigă toate partidele disputate și își adjudecă trofeul competiției, după o finală disputată în compania formației muntenegrene Budućnost, pe care o învinge, scor 24-20.
Pe 30 august, noua echipă a CSM-ului își face debutul în Liga Națională, într-o partidă disputată împotriva HC Zalău. Aceasta s-a terminat cu o victorie a clubului din capitală, și a fost urmată de o serie de alte șapte succese. Într-unul dintre aceste meciuri, oficialii clubului din capitală se prezintă fără ecusoanele oficiale, iar FRH decide să acorde victoria echipei adverse și să penalizeze CSM București cu un punct. Prima înfrângere propriu-zisă în competiția internă survine în deplasare, pe terenul echipei HCM Baia Mare, principala contracandidată la titlu, scor 24-21. „Tigroaicele”, conduse de coordonatoarea braziliană Ana Paula Rodrigues, aveau să rămână neînvinse în liga națională până la finalul competiției. CSM și-a luat revanșa în fața echipei băimărene într-un meci disputat pe teren propriu în martie 2015, scor 29-23, pe parcursul căruia s-au remarcat Rodrigues, Linnea Torstenson, Carmen Martín și portarul Mayssa Pessoa. Deși la finalul sezonului regulat CSM București a ocupat locul doi în clasament, în play-off-ul Ligii Naționale, disputat în primăvara lui 2015, echipa avea să triumfe împotriva formațiilor din Brăila și Corona Brașov, iar în finală a avut două victorii consecutive împotriva rivalei din Baia Mare. În urma acestor evoluții foarte bune în fazele eliminatorii ale competiției, echipa condusă de Mette Klit câștigă pe 26 mai 2015 primul titlu de campioană a României. Rivalitatea CSM București-HCM Baia Mare a continuat și în finalele altor două competiții: Cupa și Supercupa României, ambele trofee fiind adjudecate de reprezentativa maramureșeană.

### 2015 — 2016: Câștigarea Ligii Campionilor EHF și dominația internă
Prin câștigarea titlului național în 2015, CSM București a primit dreptul de a juca în Liga Campionilor EHF, cel mai competitiv și prestigios turneu intercluburi. Din dorința de a propune o echipă mai bună pentru noul sezon, clubul realizează o serie de transferuri importante: suedeza Isabelle Gulldén (desemnată jucătoarea competiției la CE 2014), experimentata coordonatoare Mica Brădeanu, dar și danezele Line Jørgensen și Maria Fisker se alătură echipei, în timp ce câteva jucătoare s-au despărțit de club: Talida Tolnai, Irina Glibko sau Patricia Vizitiu. Între 20 și 23 august, CSM București găzduiește a doua ediție a turneului amical Bucharest Trophy. Pe parcursul acesteia, „tigroaicele” înving echipa din Brașov, dar și pe ŽRK Vardar, iar finala o câștigă după un meci foarte echilibrat cu ŽRK Budućnost (câștigătoarea din 2015 a Ligii Campionilor EHF), scor 26-27. În septembrie 2015 are loc o schimbare la nivelul băncii tehnice, Mette Klit fiind înlocuită cu danezul Kim Rasmussen în funcția de antrenor principal.

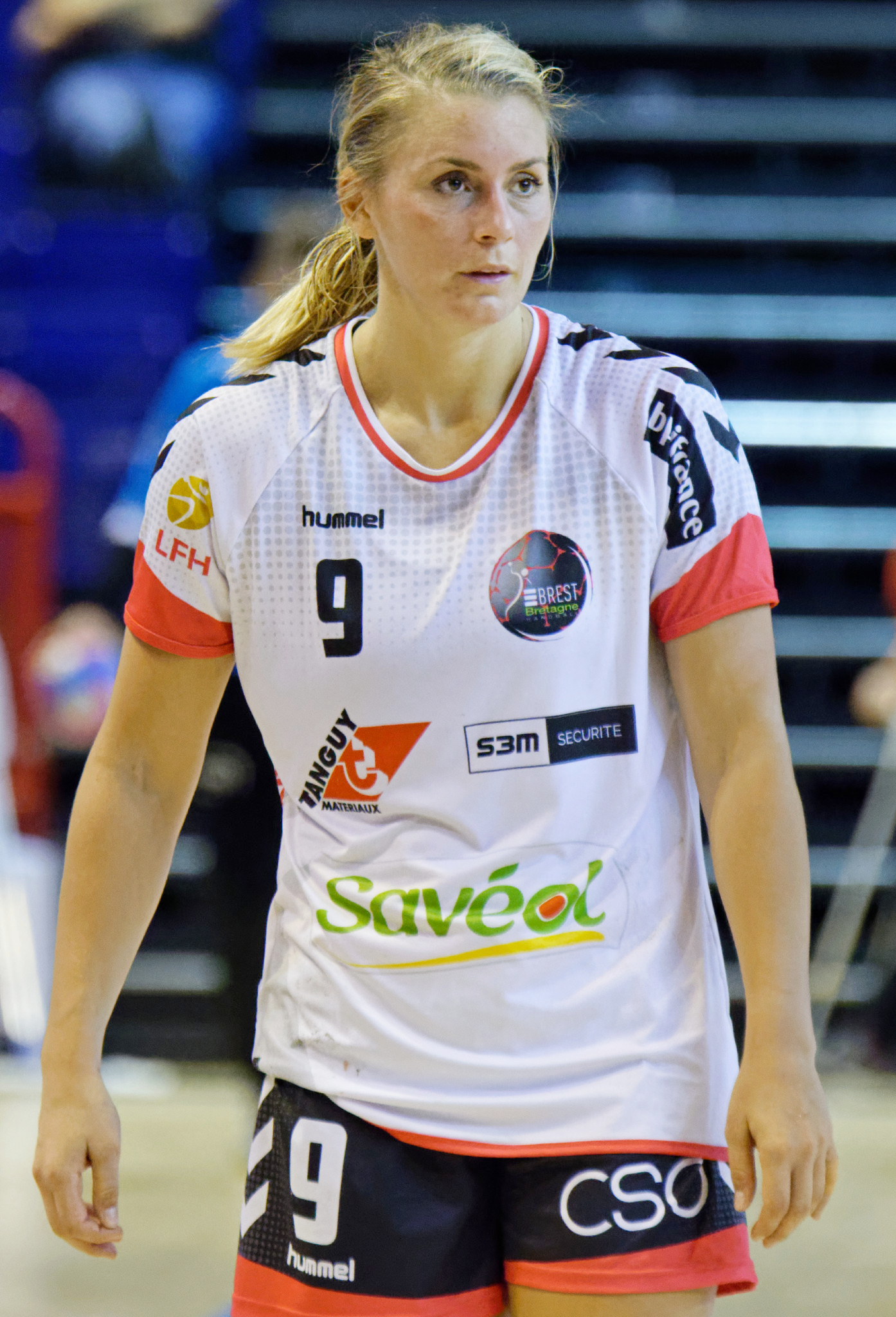
Coordonatoarea Isabelle Gulldén a condus echipa CSM București către câștigarea Ligii Campionilor, înscriind 15 goluri în finala disputată împotriva Győri Audi ETO KC, scor 26-29.

Sub conducerea antrenorului Kim Rasmussen, CSM București a avut o serie de 25 de victorii consecutive în Liga Națională, inclusiv un meci câștigat pe teren propriu împotriva contracandidatei HCM Baia Mare. Astfel, în urma unui parcurs foarte bun pe plan intern, echipa a obținut cel de-al doilea titlu de campioană a României în aprilie 2016. Singura înfrângere suferită a fost împotriva rivalei maramureșene, în ultima etapă, când CSM nu mai putea matematic pierde titlul. De asemenea, sezonul 2015—2016 a adus o altă realizare pentru clubul bucureștean: câștigarea atât a Cupei (împotriva HCM Baia Mare în semifinală și HCM Roman în finală), cât și a Supercupei României (împotriva HCM Roman). Astfel, la finalul sezonului, CSM București deținea toate cele trei trofee posibile din România, o premieră pentru clubul din capitală.
Pe plan european, CSM București și-a făcut debutul în Liga Campionilor EHF într-o grupă preliminară alături de Budućnost, IK Sävehof și MKS Selgros Lublin. Victorii tur-retur împotriva echipelor din Suedia și Polonia, dar și un egal înregistrat în compania echipei muntenegrene, i-au adus clubului locul doi în această grupă. În următoarea fază a competiției, pe fondul unor accidentări, dar și a unei instabilități financiare, CSM a suferit înfrângeri împotriva echipelor de tradiție Győri Audi ETO KC și ŽRK Vardar. Totuși, „tigroaicele” au acumulat suficiente puncte pentru a se califica în sferturile de finală ale competiției, unde au învins de două ori echipa Rostov Don (25-26 și 28-29), care fusese neînvinsă în acest sezon de Champions League și era considerată drept una dintre marile favorite la titlu. Ajunsă în Final four-ul Ligii Campionilor, desfășurat la Budapesta pe 7 și 8 mai 2016, echipa CSM București învinge categoric în semifinale ŽRK Vardar, scor 27-21, și se califică în premieră în marea finală a competiției. La finalul unui meci extrem de disputat împotriva clubului Győr (26-29), al cărui deznodământ a venit după două reprize de prelungiri și lovituri de la 7 metri, Mica Brădeanu a marcat golul victoriei. În această finală, suedeza Isabelle Gulldén a avut un aport considerabil, marcând 15 dintre golurile formației bucureștene. Ea avea să devină și golghetera competiției, iar portarul croat Jelena Grubišić a fost desemnat MVP-ul Final four-ului. Prin câștigarea acestui trofeu, CSM București a readus titlul de campioană a Europei în România după o pauză de 52 de ani, ultima victorie datând din 1964 (prin Rapid București).

### 2016 — 2017: Continuarea supremației interne, a doua participare în Final 4

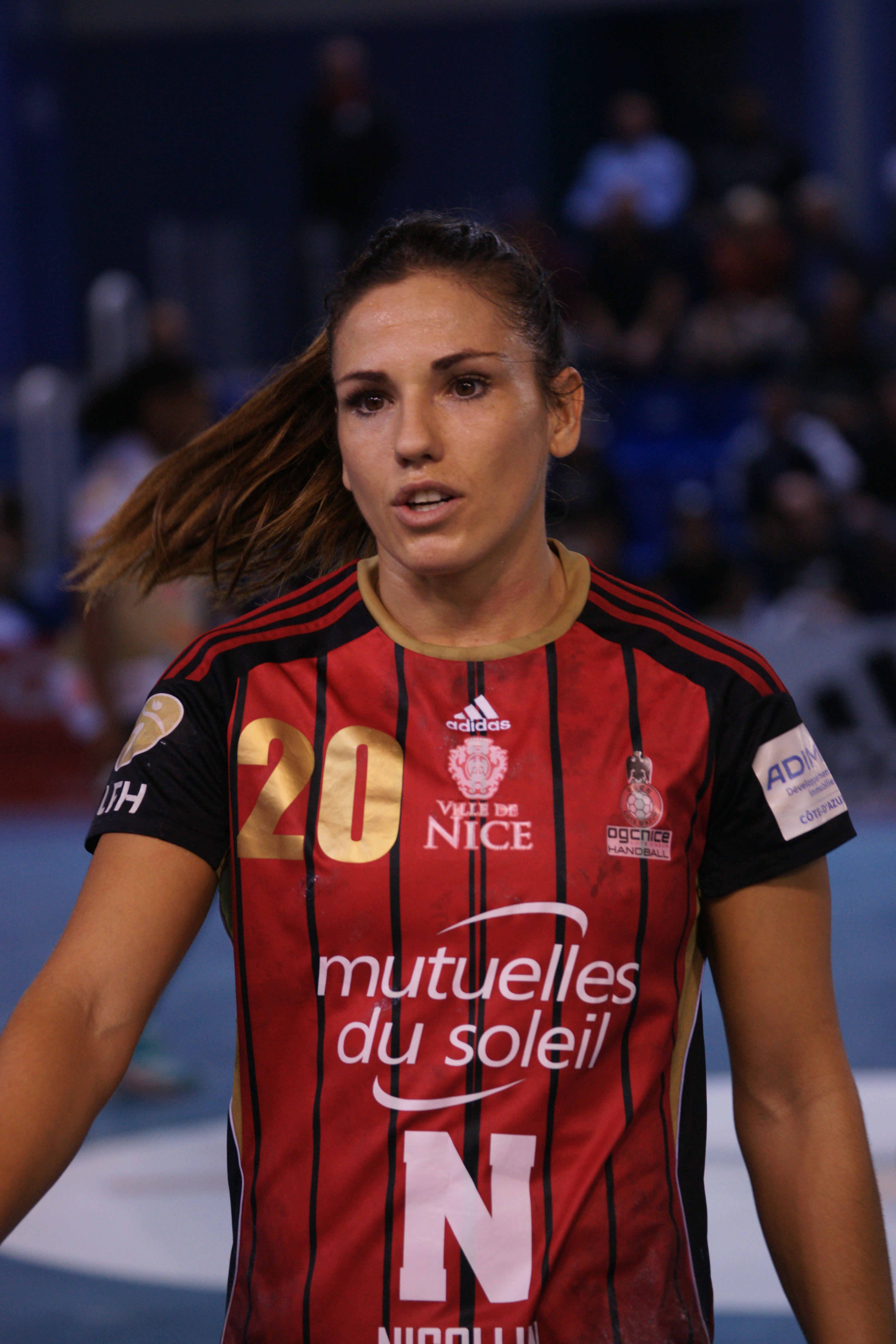
Extrema iberică Carmen Martín a fost una dintre cele mai prolifice jucătoare ale echipei din București, cu peste 400 de goluri marcate pentru „Tigroaice”.

Înaintea începerii sezonului 2016—2017, în cadrul echipei CSM București s-au realizat o serie de schimbări, atât la nivelul băncii tehnice, cât și a lotului de jucătoare. Astfel, danezul Kim Rasmussen a fost înlocuit de conaționalul Jakob Vestergaard, iar în schimbul jucătoarelor braziliene și al danezei Maria Fisker au fost aduse franțuzoaicele Camille Ayglon și Gnonsiane Niombla, dar și portarul echipei naționale a României Paula Ungureanu, cât și Majda Mehmedović. Toate aceste jucătoare sunt componente de bază ale naționalelor țărilor din care provin și au multiple medalii în palmares.
Pe 7 noiembrie, în urma unui început de sezon neconvingător, cu înfrângeri în Liga Campionilor împotriva echipei din Győr, dar și a unui meci pierdut în Liga Națională în favoarea echipei din Brăila, Vestergaard este demis și înlocuit de Aurelian Roșca. Ulterior, echipa bucureșteană avea să rămână neînvinsă în campionatul intern, iar pe 29 martie CSM București câștigă cel de-al treilea titlu consecutiv de campioană națională. De asemenea, „tigroaicele” s-au impus și în Final Four-ul Cupei României, într-o finală împotriva SCM Craiova (scor 33-21), câștigând pentru al doilea an consecutiv trofeul acestei competiții.
În Liga Campionilor, CSM București și-a făcut debutul într-o grupă preliminară alături de Győr, FC Midtjylland și Rostov-Don, din care a promovat de pe locul doi, fiind surclasată de echipa maghiară. În grupa principală, CSM învinge echipele Team Esbjerg și RK Krim, însă are evoluții fluctuante în partidele disputate împotriva campioanei Norvegiei, Larvik HK. „Tigroaicele” termină astfel această etapă a competiției pe locul trei și se califică în sferturile de finală ale Ligii Campionilor, unde au întâlnit echipa maghiară FTC-Rail Cargo Hungaria. CSM București, condusă de antrenorul suedez Per Johansson, desemnat ca înlocuitor al lui Aurelian Roșca, se impune în ambele partide disputate în compania formației din Ungaria (30-25 și 26-27) și își asigură prezența în Final four-ul Ligii Campionilor. „Tigroaicele” au fost învinse în semifinala competiției de către echipa macedoneană ŽRK Vardar, scor 33-38, la finele căreia s-a remarcat franțuzoaica Gnonsiane Niombla, cu 8 reușite. În finala mică a Final Four-ului, CSM București se impune în duelul cu ŽRK Budućnost (26-20) și obține astfel medaliile de bronz în Liga Campionilor EHF. Coordonatoarea suedeză Isabelle Gulldén a fost din nou cea mai bună marcatoare a echipei în sezonul european 2016—2017; cu 92 de goluri marcate, ea a fost a doua golgheteră a competiției.

### 2017 — 2018: Sezonul de tranziție
CSM București a abordat sezonul competițional 2017—2018 cu câteva modificări importante în lot: plecările ibericei Carmen Martín și suedezei Linnea Torstenson, respectiv retragerea Cristinei Vărzaru și a Aureliei Brădeanu au fost suplinite prin venirea Cristinei Neagu (declarată de trei ori cea mai bună handbalistă a lumii), a norvegiencelor Amanda Kurtović și Marit Malm Frafjord (ambele multiple campioane europene, mondiale și Olimpice), dar și a suedezei Nathalie Hagman (extrema dreapta a echipei ideale la Jocurile Olimpice din 2016). Echipa a fost preluată de antrenoarea daneză Helle Thomsen, funcție pe care avea să o exercite în paralel cu cea de antrenor al Olandei.

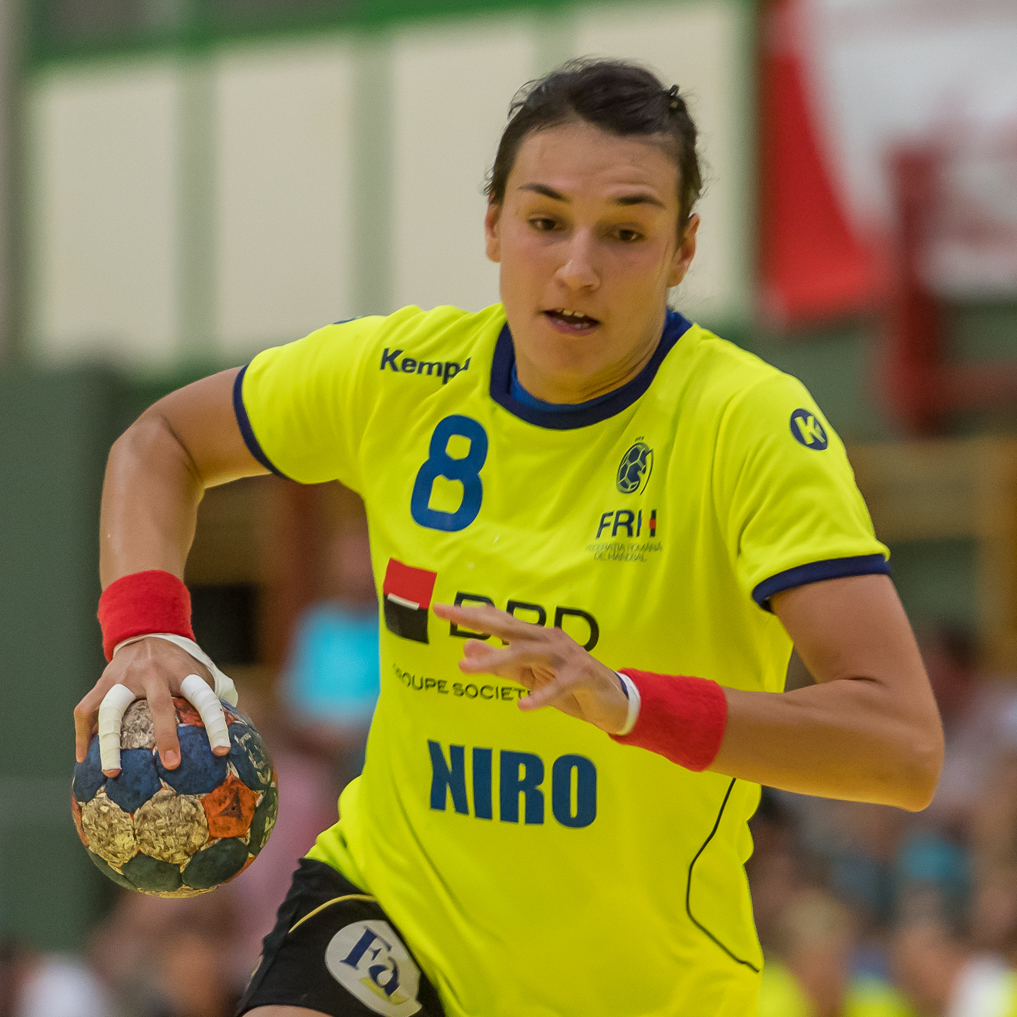
Odată cu transferul său la CSM București, Cristina Neagu a devenit principala marcatoare a echipei în Liga Campionilor EHF, marcând 110 goluri pentru „tigroaice" în sezonul '17-'18.

Echipa a debutat cu succes în noua formulă, câștigând Supercupa României pe 3 septembrie 2017, după o finală disputată împotriva echipei SCM Craiova, pe care a învins-o categoric, scor 33-19. „Tigroaicele” au continuat să domine competițiile interne, detașându-se rapid în fruntea Ligii Naționale, singurul meci pierdut înregistrându-se pe terenul SCM Craiova (23-21). În urma acestei înfrângeri de la începutul lunii martie 2018, oltencele au întrerupt seria de 38 de victorii consecutive a bucureștencelor în campionatul intern. Pe 1 aprilie, CSM București învingea echipa HCM Râmnicu Vâlcea, scor 22-29, și își adjudeca pentru a treia oară Cupa României. La finalul aceleiași luni, CSMB câștigă al patrulea titlu de campioană a României.
În Liga Campionilor EHF, CSM București și-a început sezonul într-o grupă preliminară alături de Nykøbing Falster, RK Krim și GTPR Vistal Gdynia, în care a obținut cinci victorii și o singură înfrângere pe terenul campioanei Danemarcei, calificându-se în faza următoare a competiției de pe primul loc. În grupele principale „tigroaicele” au învins tur-retur FC Midtjylland, au obținut prima victorie pe teren propriu în fața rivalei Győri Audi ETO KC (28-22), însă au avut rezultate nesatisfăcătoare atât în deplasarea din Ungaria, cât și în ambele meciuri disputate în compania echipei ruse Rostov-Don. Deși s-a calificat în sferturile competiției de pe locul trei în grupa principală, în cadrul echipei se produce o nouă schimbare de antrenor, Helle Thomsen fiind înlocuită de suedezul Per Johansson, care a revenit pe banca bucureștencelor după un an de pauză. Sub conducerea lui Johansson, CSM București învinge entuziasmant formația franceză Metz pe teren propriu și în ciuda unui joc modest în deplasare (34-21, respectiv 27-20), se califică pentru al treilea an consecutiv în Final Four-ul Ligii Campionilor EHF. La Budapesta, CSMB a întâlnit în semifinale echipa campioană en-titre, Győr, în fața căreia a cedat la o diferență de șase goluri (26-20), însă „tigroaicele” au surclasat rivala Rostov-Don în finala mică a competiției (scor 31-30), adjudecându-și pentru al doilea sezon consecutiv medaliile de bronz în Liga Campionilor EHF. Cristina Neagu a fost desemnată golghetera competiției, marcând 110 goluri pentru CSM pe parcursul sezonului.

### 2018 — 2019: Sezonul ratat
Având în vedere că „tigroaicele” s-au despărțit în vara anului 2018 de câteva jucătoare importante: Isabelle Gulldén, Gnonsiane Niombla și Camille Ayglon au semnat cu echipe din Franța, Line Jørgensen a revenit în campionatul danez, iar Marit Malm Frafjord s-a retras din activitate, CSM București a efectuat o serie de transferuri de marcă. Echipei s-au alăturat jucătoare din spațiul ex-iugoslav cu multă experiență, Andrea Lekić, Dragana Cvijić, Jovanka Radičević și Barbara Lazović venind împreună de la ŽRK Vardar. Alături de acestea a fost transferată și tânăra coordonatoare de joc Elizabeth Omoregie, remarcată pentru evoluțiile avute în tricoul echipei slovene RK Krim. Colectivul urma să fie antrenat de suedezul Magnus Johansson, care avea drept obiective pentru sezonul 2018—2019 continuarea supremației interne, dar și calificarea în finala Ligii Campionilor EHF.
Primul meci oficial în noua formulă a avut loc pe 25 august, în finala Supercupei României. La sfârșitul unui joc în care a fost condusă în majoritatea timpului regulamentar și după patru reprize de prelungiri, CSM București a cedat în fața formației SCM Râmnicu Vâlcea, scor 31-33. Acesta a fost primul trofeu pierdut de „tigroaice” după o perioadă de trei ani de dominație internă. Evoluția slabă a CSMB a continuat atât în Liga Națională, unde echipa a cedat din nou în fața rivalei din Râmnicu Vâlcea, dar și în Liga Campionilor, fiind învinsă de mult mai slab cotata formație germană SG BBM Bietigheim. În urma acestor rezultate slabe, antrenorul echipei a fost demis și înlocuit de sârbul Dragan Đukić. Această schimbare a adus o revigorare în jocul echipei și în ciuda unei înfrângeri înregistrate pe teren propriu împotriva Vipers Kristiansand, CSMB a încheiat grupa preliminară din Champions League pe primul loc.
Pauza competițională pentru reunirea echipelor naționale s-a dovedit a fi începutul unei perioade negre pentru CSM București. Amanda Kurtović și Cristina Neagu, două dintre titularele echipei, s-au accidentat grav la genunchi și au avut nevoie de operații care le-au ținut departe de teren pentru restul sezonului. Ulterior Dragana Cvijić a suferit o accidentare asemănătoare și a ales să se opereze. De asemenea, Andrea Lekić și Oana Manea au suferit din cauza unor accidentări cronice și au fost menajate în unele meciuri. Majda Mehmedović a lipsit la rândul său câteva săptămâni după efectuarea unei apendicectomii. Măcinată de accidentări și incapabilă să suplinească absența titularelor — singurul transfer a fost cel al Claudiei Constantinescu, adusă în iarnă — CSM București a avut evoluții foarte slabe în grupa principală a Champions League. Cu toate acestea, „tigroaicele” au încheiat această fază a competiției pe locul 4 și s-au calificat în sferturile de finală. Ulterior CSM București a întâlnit echipa franceză Metz, în fața căreia a cedat atât acasă (26–31), cât și în deplasare (23–22). Astfel, deși la începutul sezonului era cotată cu a doua șansă la cucerirea trofeului Champions League, după Gyor, CSMB a ratat calificarea în Final 4.
După ratarea a două dintre cele patru obiective stabilite la începutul sezonului, CSM a continuat să se lupte pentru ultimele trofee puse în joc: Cupa României și titlul Ligii naționale. Pe 21 aprilie, după o finală disputată în compania rivalei HCM Râmnicu Vâlcea (30–29), „tigroaicele” și-au adjudecat Cupa României. Bucureștencele au pierdut titlul național în urma unui meci cedat în deplasare pe terenul echipei nou-promovatei SCM Gloria Buzău; presa sportivă a catalogat acest rezultat drept „o umilință istorică”. Astfel s-a încheiat un sezon la finalul căruia CSMB și-a încheiat dominația internă și a ratat principalele obiective. Căpitanul echipei, Iulia Curea, a descris acest sezon ca pe „un eșec total”.

## Rivalități sportive
Rivalitatea CSM București—HCM Baia Mare
Rivalitatea între CSM București și HCM Baia Mare a început în vara anului 2014, atunci când ambele cluburi au transferat o serie de jucătoare străine valoroase și și-au anunțat intenția de a câștiga titlul național. Cele două echipe s-au întâlnit în repetate rânduri pe parcursul următoarelor două sezoane, iar meciurile foarte disputate au atras întotdeauna atenția presei și a publicului; majoritatea partidelor s-au desfășurat cu sălile pline. În sezonul 2014—2015, fiecare echipă a câștigat meciul de pe teren propriu, însă marele trofeu al Ligii naționale a fost câștigat de CSM București, care s-a împus într-o dublă tur-retur în play-off. În schimb, formația maramureșeană a câștigat atât Cupa, cât și Supercupa României. Lupta celor două formații pentru supremație a continuat și în sezonul 2015—2016: CSM București a câștigat în tur, iar HCM Baia Mare a câștigat în retur, în ultima etapă, într-un meci care nu mai putea influența ierarhia din Liga națională, clubul din capitală fiind deja desemnat câștigător al campionatului. Ulterior, cele două echipe s-au reîntâlnit în semifinalele Cupei României, câștig de cauză având CSM București. Rivalitatea aceasta s-a stins în 2016, odată cu dispariția echipei maramureșene. Astfel, în intervalul 2014—2016, cele două cluburi au disputat 9 meciuri în competițiile interne: 5 câștigate de CSM București și 4 de către HCM Baia Mare.
Rivalitatea CSM București—SCM Râmnicu Vâlcea
Rivalitatea dintre CSM București și SCM Râmnicu Vâlcea a început în 2018, după ce echipa din Râmnicu Vâlcea a reușit să câștige Supercupa României împotriva tigroaicelor, scor 33–31, după ce anterior pierduse finala Cupei. De atunci, cele două formații au continuat să-și dispute trofeele pe parcursul următorilor ani, succesoarea Oltchim oprind seria de 4 campionate consecutive ale bucureștencelor după ce a câștigat campionatul în 2019.  În ciuda eșecului din campionat, în sezonul 2018–2019 CSM a reușit să câștige în fața rivalei din Vâlcea atât Cupa, cât și Supercupa. În sezonul 2019—2020, fiecare echipă a câștigat meciul de pe teren propriu, însă campionatul a fost oprit din cauza pandemiei de coronaviroză și nu a mai fost reluat ulterior; cele două echipe se aflau la egalitate de puncte, cu 43, SCM fiind lider în campionat datorită golaverajului superior. În schimb, formația vâlceană a câștigat Cupa și Supercupa în fața bucureștencelor sezonul respectiv. Rivalitatea a atins punctul culminant în iarna anului 2021, atunci când cele două formații s-au întâlnit în optimile Ligii Campionilor, marcând prima dată în istoria competiției când două echipe românești s-au întalnit în această fază. CSM a câștigat lejer meciul tur de la Vâlcea, scor 33–24, însă a fost învinsă la București, 21–27, și s-a calificat în sferturi cu un scor general de 54–51.
Rivalități europene

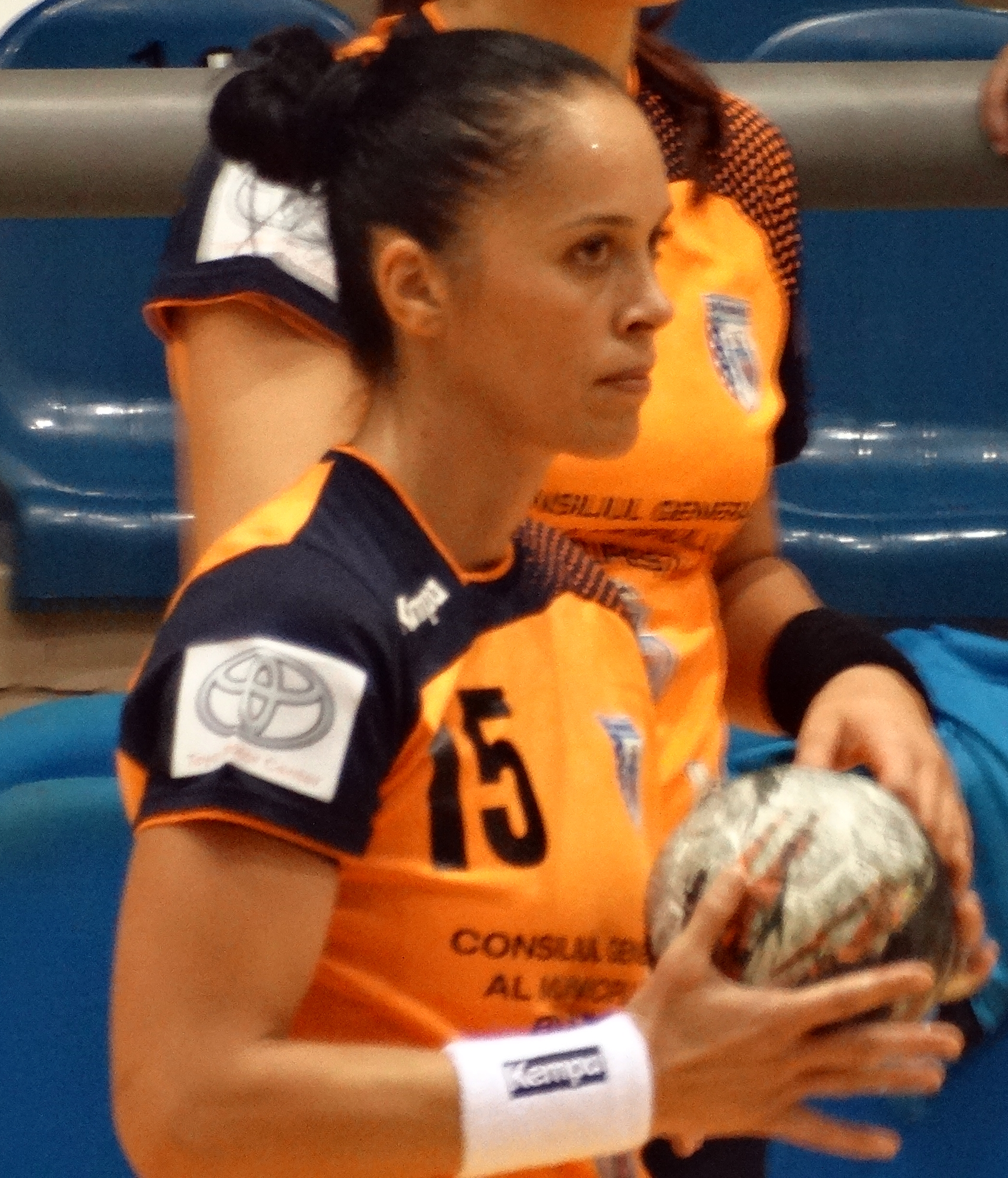
Mica Brădeanu a jucat șapte ani pentru echipa maghiară Győr, iar în 2016 și-a învins fosta echipă și a câștigat în premieră trofeul Ligii Capionilor cu CSM București.

Odată cu debutul în Liga Campionilor EHF, CSM București a întâlnit în mai multe ocazii echipa maghiară Győri Audi ETO KC, binecunoscută publicului din România mulțumită rivalității acesteia cu fosta echipă Oltchim Râmnicu Vâlcea. Cele două echipe s-au întâlnit pentru prima dată în 2015—2016, în grupele principale ale Ligii Campionilor, unde Gyor a câștigat ambele partide. Ulterior echipa bucureșteană a învins Győr la Budapesta, în marea finală a competiției. În sezonul următor, cele două formații s-au reîntâlnit în grupele preliminare, câștig de cauză având echipa maghiară, în ambele partide disputate. Rivalitatea dintre cele două a continuat și în sezonul 2017—2018, în grupele principale, unde fiecare echipă a câștigat confruntarea de pe teren propriu. Ulterior, Győr învinge CSMB în semifinalele competiției, scor 26-20. Astfel, Győr conduce cu 6-2 în înfruntările directe.
Împotriva celorlalte echipe de tradiție din Europa, pretendente la câștigarea Ligii Campionilor, CSM București are următoarele rezultate: Budućnost (1 victorie, 1 egal și 1 înfrângere), Vardar (1 victorie și 3 înfrângeri), Larvik HK (1 egal și 1 înfrângere), FC Midtjylland (5 victorii și 1 înfrângere), FTC-Rail Cargo Hungaria (2 victorii), Rostov-Don (5 victorii, 1 egal și 1 înfrângere).

## Aspecte organizatorice

### Gestiunea pozițiilor manageriale-cheie
În ciuda succeselor sportive înregistrate, conducătorii CSM București au fost criticați în repetate rânduri pentru organizarea și managementul defectuos al echipei. Începând cu relansarea proiectului din 2014, clubul a schimbat zece antrenori, situație nemaiîntâlnită în handbalul european. Majoritatea acestor antrenori au fost demiși de la echipă după doar câteva luni de activitate, în urma unor meciuri pierdute în Liga națională sau Liga Campionilor. În octombrie 2018, Gazeta Sporturilor a criticat aspru politicile clubului avute în încheierea contractelor cu antrenorii, acestora plătindu-li-se integral contractele încheiate pe 1 sau 2 ani, deși au activat doar câteva luni. Publicația a evaluat o daună totală ridicată la câteva sute de mii de euro de pe urma întreruperii acestor contracte. Aceeași publicație a catalogat managementul echipei drept unul „falimentar”. Lead.ro scria în aceeași perioadă despre „lipsa unui plan și lipsa răbdării – un comportament pentru care managementul de la București este deja recunoscut. Lumea așteaptă acum să vadă dacă (...) alt antrenor serios se va încumeta să vină la București pentru a lucra cu niște manageri care au răbdarea unui adolescent.” Instabilitatea de pe banca tehnică i-a făcut pe jurnaliști să caracterizeze CSM București drept o „devoratoare de antrenori”. După demiterea sa, antrenoarea daneză Helle Thomsen a criticat în presa daneză lipsa de profesionalism a clubului: „e un pic ciudat pentru mine că lucrurile se pot întâmpla așa la un club de o asemenea anvergură. Nu cred că e un lucru demn să afli pe hol că ai fost demisă.”

### Finanțare
Echipa de handbal este susținută financiar de Consiliul General al Capitalei, însă are parteneriate întocmite și cu sponsori privați: Diangi Bak 2 (€250.000 per sezon, începând cu anul 2015), Electromontaj S.A. (€400.000 per sezon, începând cu 2016), respectiv Engie (€280.000, începând cu anul 2017).
Printre sponsorii care contribuie cu sume mai mici, produse sau servicii se numără Borsec, Toyota, RIN Grand Hotel, Novatik, Fratelli Grup, Fiat și Unibet.

### Echipament
Începând cu aprilie 2014, CSM București are un parteneriat cu marca germană de echipament sportiv Kempa.

### Sală
Echipa CSM București nu are o sală proprie, prin urmare meciurile din Liga națională sunt găzduite de Sala Rapid, iar cele din competițiile europene se desfășoară la Sala Polivalentă sau la Sala Polivalentă Dinamo. Antrenamentele echipei se desfășoară la Centrul Sportiv Appolo.
În octombrie 2013, primarul Bucureștiului Sorin Oprescu a dat aviz favorabil construirii unei noi Săli Polivalente în Complexul Sportiv Național „Lia Manoliu”, ce urma să fie inaugurată în 2015. Această sală avea să devină sala clubului CSM București, însă proiectul nu s-a materializat. În noiembrie 2016, primarul Gabriela Firea a anunțat că va reamenaja pavilionul central al Romexpo într-o sală polivalentă de 15.000 de locuri, însă nici acest proiect nu s-a concretizat. În aprilie 2018, primarul Gabriela Firea a anunțat demararea mai multor proiecte de dezvoltare, printre care și o nouă sală Polivalentă de 15.000 de locuri, ce va fi proiectată în vecinătatea Arenei Naționale.

## Echipament
| 2014–15 | · 2015–16 | 2016–17 | · 2017–18 | 2018-19 | 2019–20 | · 2020– |

| · 2015–16 | 2016–17 | · 2017–18 | 2019–20 | · 2020– |

| · 2015–16 | · 2017–19 | 2019–20 | · 2020– |

## Palmares

### Competiții interne

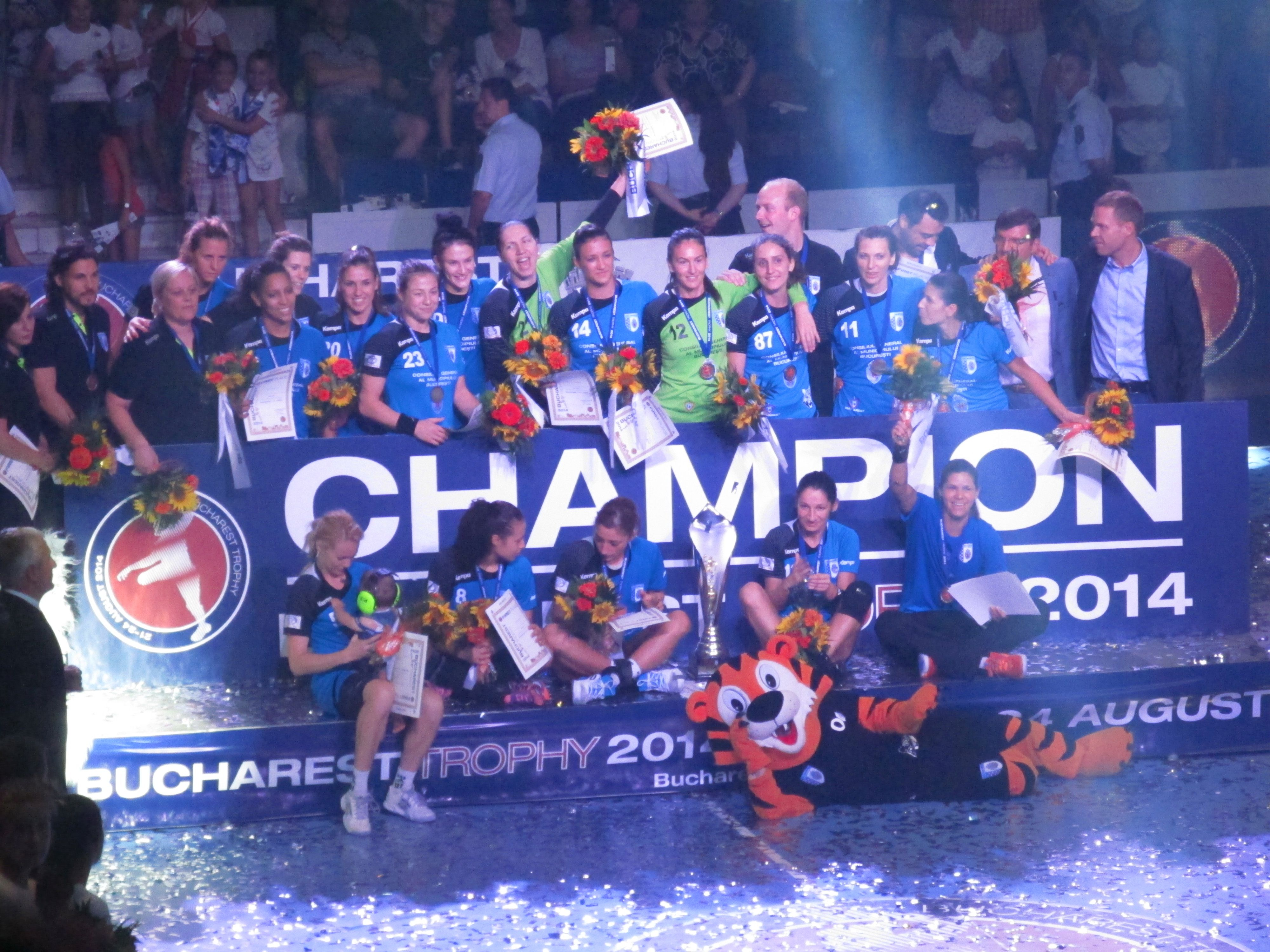
Echipa CSM București la decernarea premiilor Bucharest Trophy 2014, turneu amical câștigat în urma unei finale disputate împotriva Budućnost Podgorica, scor 24-20.

- Liga Națională:
  -  Campioană (7): 2015, 2016, 2017, 2018, 2021, 2023, 2024
  -  Locul 2: 2019, 2022
  -  Medalie de bronz: 2011

- Cupa României:
  -  Câștigătoare (8): 2016, 2017, 2018, 2019, 2022, 2023, 2024, 2025
  - Finalistă: 2015, 2021

- Supercupa României:
  -  Câștigătoare (6): 2016, 2017, 2019, 2019, 2022, 2023, 2024
  - Finalistă: 2015, 2018, 2020, 2021

### Competiții europene
- Liga Campionilor EHF:
  -  Câștigătoare (1): 2016
  -  Medalie de bronz: 2017, 2018

### Turnee amicale
- Bucharest Trophy
  -  Campioană (2): 2014, 2015

## Jucătoare

### Sezonul 2024-2025
| Portari - 01 Gabriela Moreschi - 16 Evelina Eriksson - 98 Daciana Hosu Extreme stânga - 15 Emma Fries - 21 Alexandra Dindiligan Extreme dreapta - 02 Mihaela Mihai - 25 Trine Østergaard Pivoți - 32 Noémi Pásztor - 49 Andreea Ailincăi - 51 Vilde Ingstad - 77 Crina Pintea | Interi stânga - 03 Emilie Hegh Arntzen - 08 Cristina Neagu - 14 Đurđina Jauković Coordonatori - 04 Alina Grijseels - 09 Andreea Rotaru - 10 Inger Smits - 17 Elizabeth Omoregie Interi dreapta - 28 Monika Kobylińska |

## Transferuri
Transferuri pentru sezonul 2024-2025
 Sosiri:
- Alina Grijseels (coordonator) (de la  Metz Handball)
- Emma Friis (extremă stânga) (de la  Ikast Håndbold)
- Daciana Hosu (portar) (de la  SCM Râmnicu Vâlcea)
- Gabriela Dias Moreschi (portar) (de la  SG BBM Bietigheim)
- Inger Smits (extremă stânga) (de la  SG BBM Bietigheim)

 Plecări
- Ștefania Stoica (inter stânga) (la  CS Rapid București)
- Grâce Zaadi (coordonator) (la  RK Krim Ljubljana)
- Laura Glauser (portar) (la  FTC-Rail Cargo Hungaria)
- Marie Davidsen (portar) (la  Molde Elite)

### Foste jucătoare notabile
| Următoarele jucătoare au făcut parte din echipa care a câștigat trofeul Ligii Campionilor EHF în anul 2016: - Cristina Vărzaru - Aurelia Brădeanu - Oana Manea - Jelena Grubišić - Carmen Martín - Mayssa Pessoa - Ana Paula Rodrigues - Fernanda da Silva - Deonise Cavaleiro - Ekaterina Vetkova - Maria Fisker - Line Jørgensen - Isabelle Gulldén | Alte jucătoare notabile: - Denisa Dedu - Alina Dobrin - Laura Moisă - Crina Pintea - Mihaela Tivadar - Talida Tolnai - Paula Ungureanu - Patricia Vizitiu - Dragana Cvijić - Majda Mehmedović - Jovanka Radičević - Andrea Klikovac - Camille Ayglon-Saurina - Gnosiane Niombla - Siraba Dembélé - Marit Malm Frafjord - Amanda Kurtović - Alexandrina Cabral Barbosa - Sabina Jacobsen - Nathalie Hagman - Irina Glibko - Eduarda Amorim - Tess Wester - Yvette Broch |

## Statistici
Ultima actualizare la data de 4 iunie 2020
| Loc | Nume              | Sezoane | Goluri |
| --- | ----------------- | ------- | ------ |
| 1   | Isabelle Gulldén  | 3       | 266    |
| 2   | Cristina Neagu    | 4       | 253    |
| 3   | Carmen Martín     | 3       | 117    |
| 4   | Andrea Lekić      | 2       | 115    |
| 4   | Majda Mehmedović  | 3       | 115    |
| 6   | Iulia Curea       | 5       | 96     |
| 7   | Oana Manea        | 4       | 94     |
| 8   | Jovanka Radičević | 1       | 80     |
| 9   | Linnea Torstenson | 3       | 77     |
| 10  | Amanda Kurtović   | 2       | 70     |

| Loc | Nume                | Sezoane | Goluri |
| --- | ------------------- | ------- | ------ |
| 1   | Iulia Curea         | 6       | 410    |
| 2   | Isabelle Gulldén    | 3       | 359    |
| 3   | Carmen Martín       | 3       | 311    |
| 4   | Ana Paula Rodrigues | 2       | 277    |
| 5   | Linnea Torstenson   | 4       | 274    |
| 6   | Majda Mehmedović    | 3       | 245    |
| 5   | Bianca Bazaliu      | 5       | 244    |
| 8   | Oana Manea          | 5       | 234    |
| 9   | Cristina Neagu      | 3       | 194    |
| 10  | Cristina Vărzaru    | 3       | 177    |

| Loc | Nume                | Sezoane | Goluri |
| --- | ------------------- | ------- | ------ |
| 1   | Isabelle Gulldén    | 3       | 625    |
| 2   | Iulia Curea         | 6       | 506    |
| 3   | Carmen Martín       | 3       | 428    |
| 4   | Cristina Neagu      | 3       | 425    |
| 5   | Majda Mehmedović    | 3       | 360    |
| 6   | Linnea Torstenson   | 4       | 351    |
| 7   | Ana Paula Rodrigues | 2       | 341    |
| 8   | Oana Manea          | 5       | 328    |
| 9   | Bianca Bazaliu      | 5       | 275    |
| 10  | Andrea Lekić        | 2       | 222    |

### Premii individuale în Liga Campionilor EHF
| Sezon   | Nume              | Distincție                      |
| ------- | ----------------- | ------------------------------- |
| 2015–16 | Isabelle Gulldén  | Golgheter (108 goluri)          |
| 2015–16 | Jelena Grubišić   | MVP al Final4                   |
| 2016–17 | Carmen Martín     | All-Star Team (Extremă dreapta) |
| 2017–18 | Cristina Neagu    | All-Star Team (Inter stânga)    |
| 2017–18 | Cristina Neagu    | Golgheter (110 goluri)          |
| 2018–19 | Jovanka Radičević | All-Star Team (Extremă dreapta) |

### Premii individuale în Liga Națională
| Anul | Nume             | Distincție                       |
| ---- | ---------------- | -------------------------------- |
| 2015 | Isabelle Gulldén | Cea mai bună handbalistă străină |
| 2016 | Isabelle Gulldén | Cea mai bună handbalistă străină |
| 2016 | Paula Ungureanu  | Cea mai bună handbalistă română  |
| 2017 | Isabelle Gulldén | Cea mai bună handbalistă străină |
| 2017 | Cristina Neagu   | Cea mai bună handbalistă română  |

## Galerie

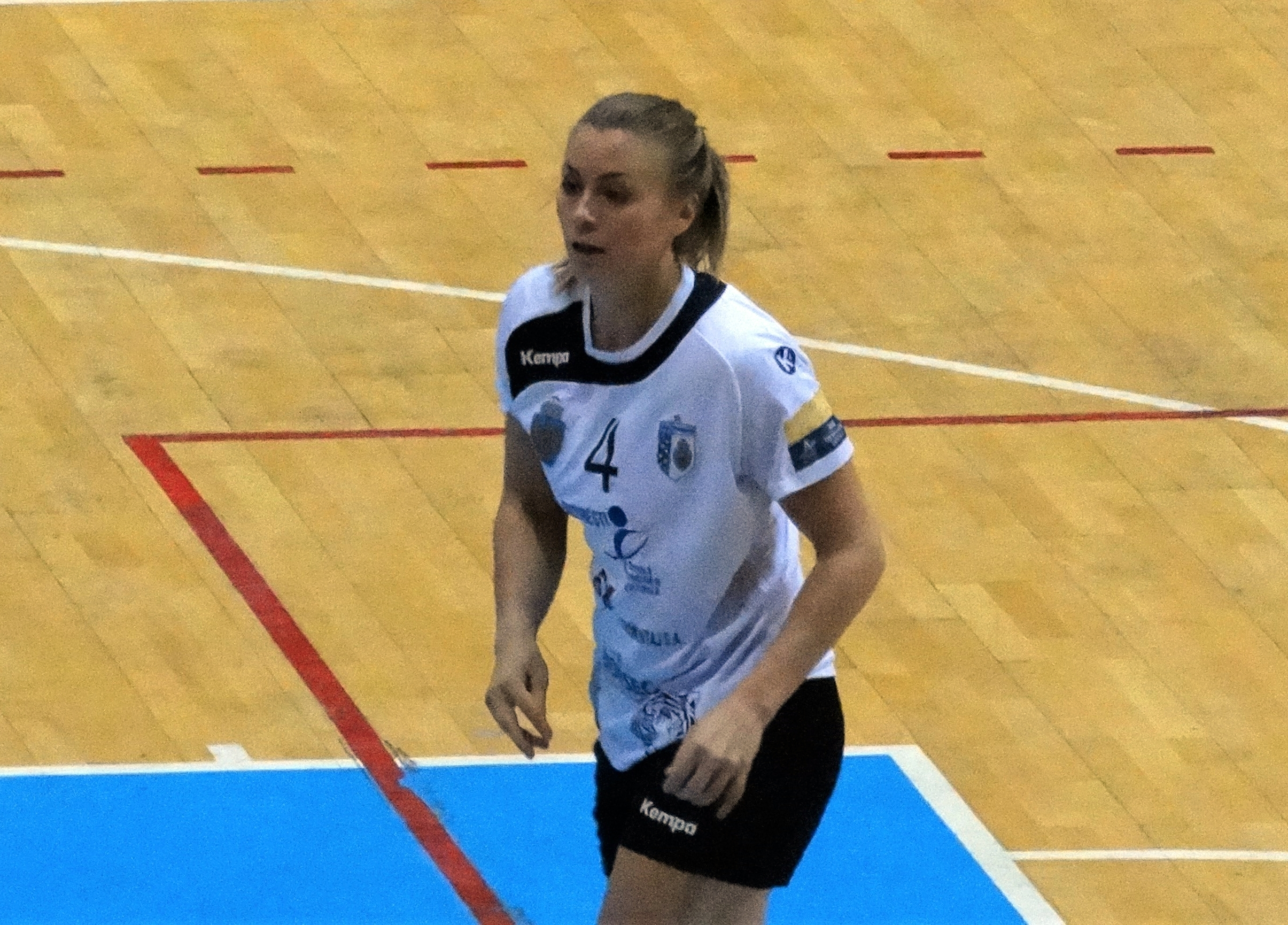
Isabelle Gulldén;
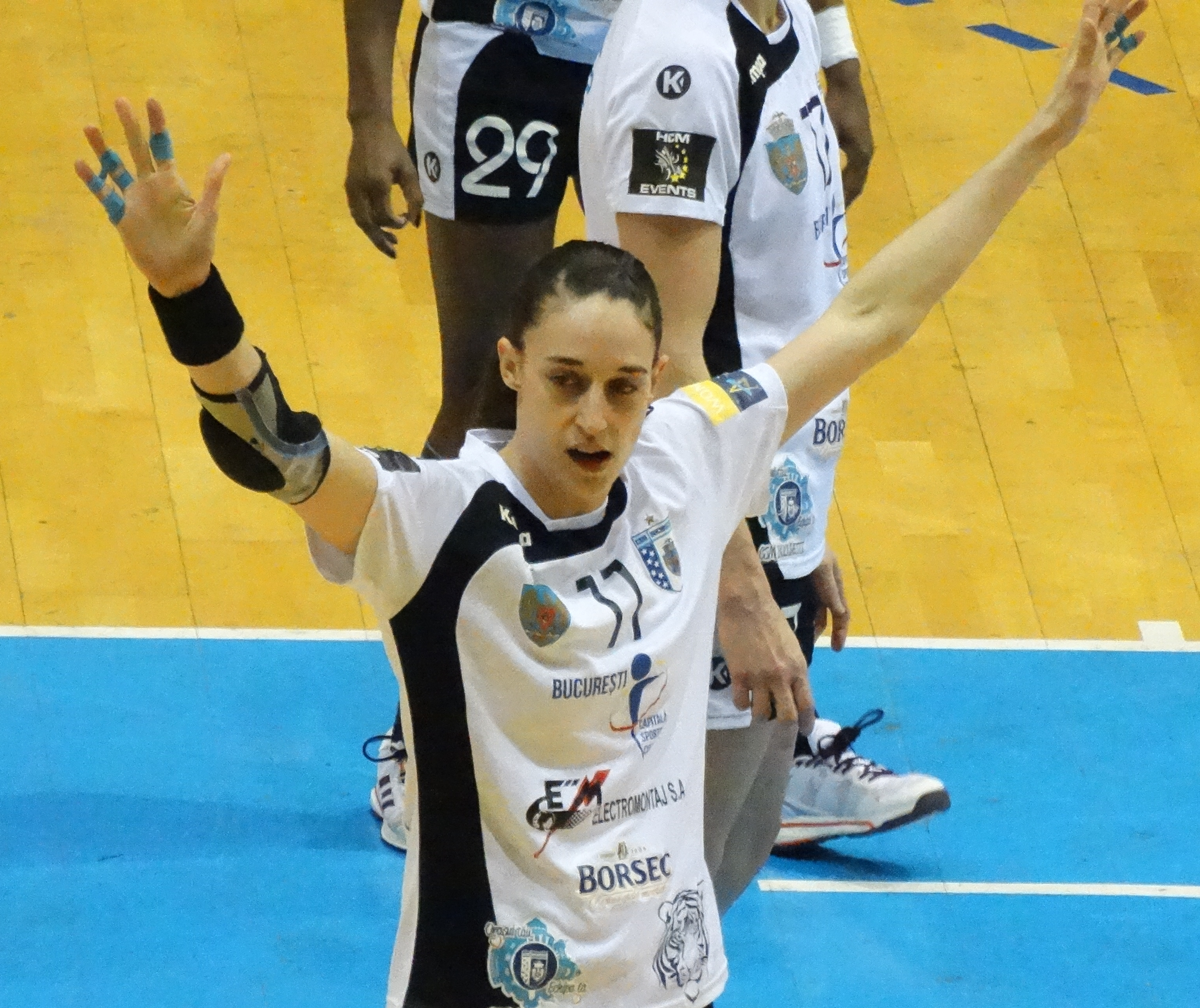
Camille Ayglon;
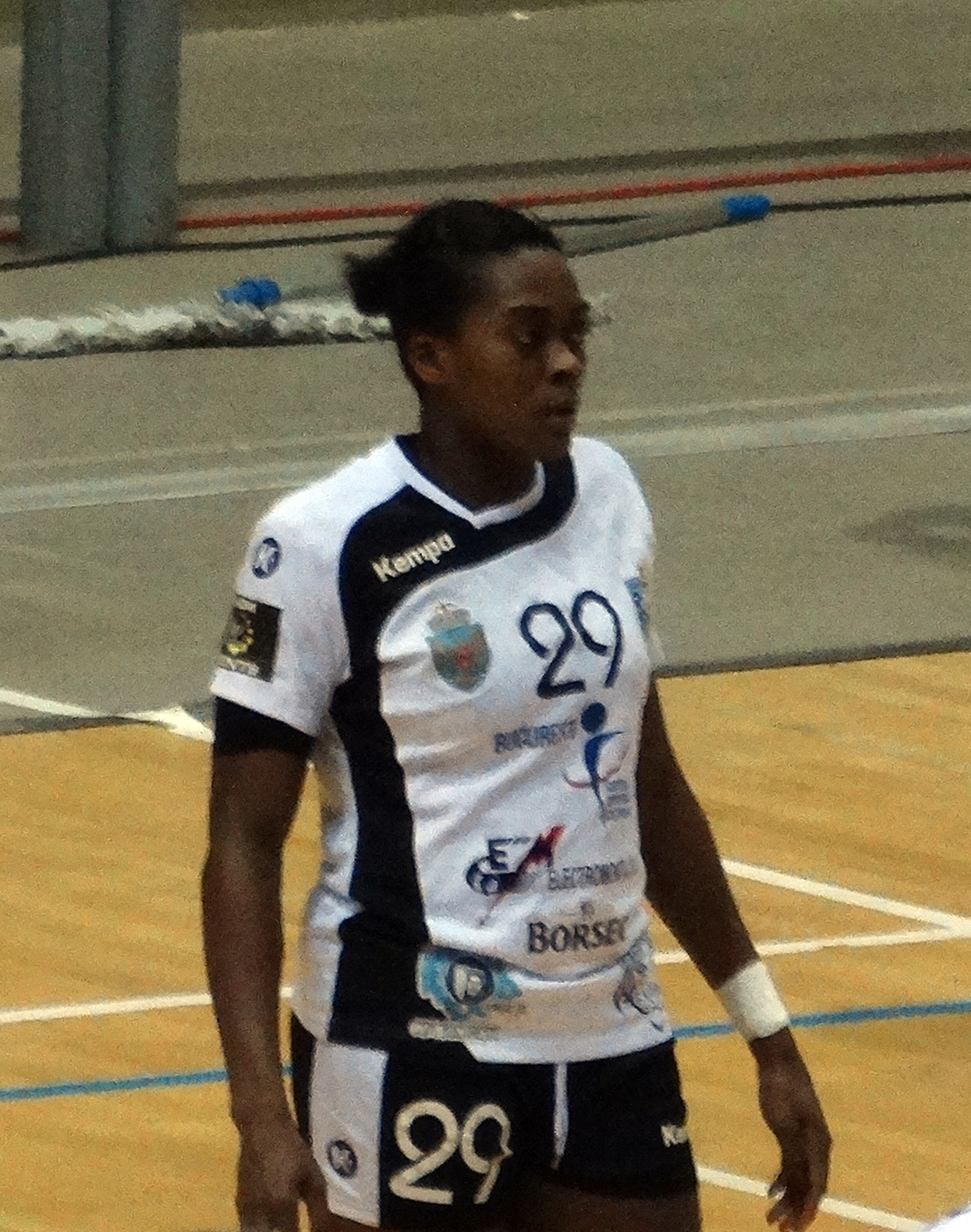
Gnonsiane Niombla;
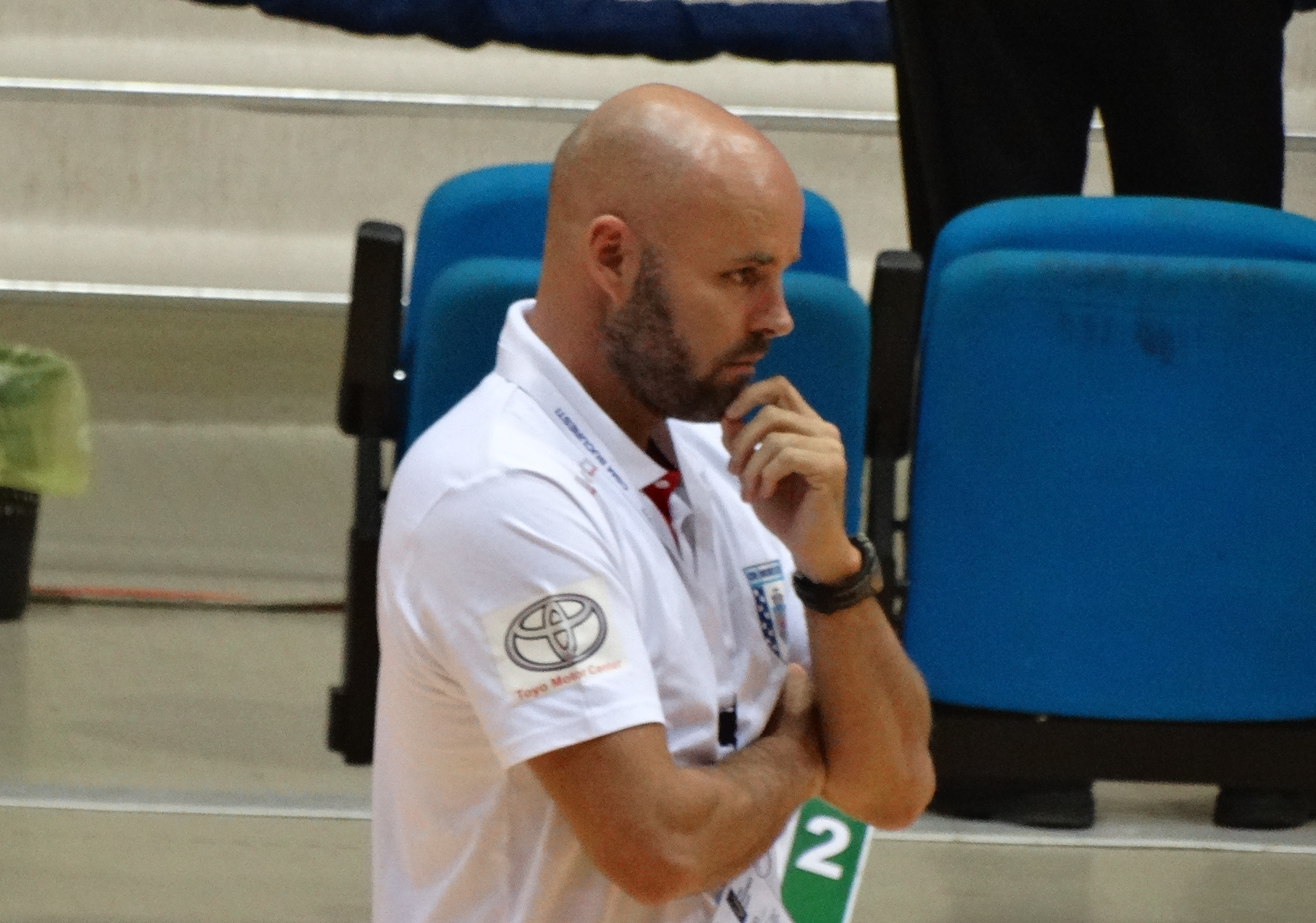
Kim Rasmussen;
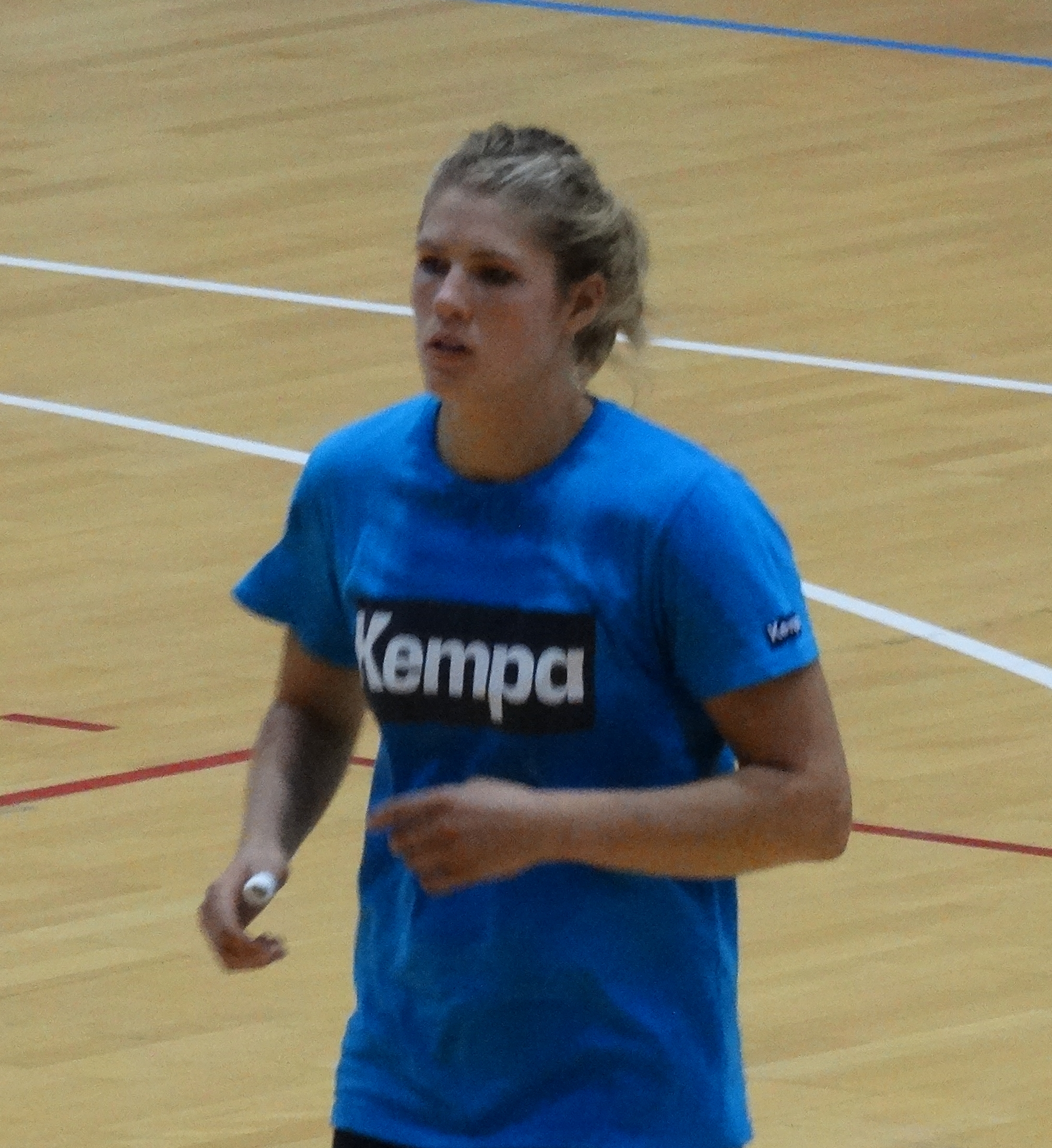
Line Jørgensen;
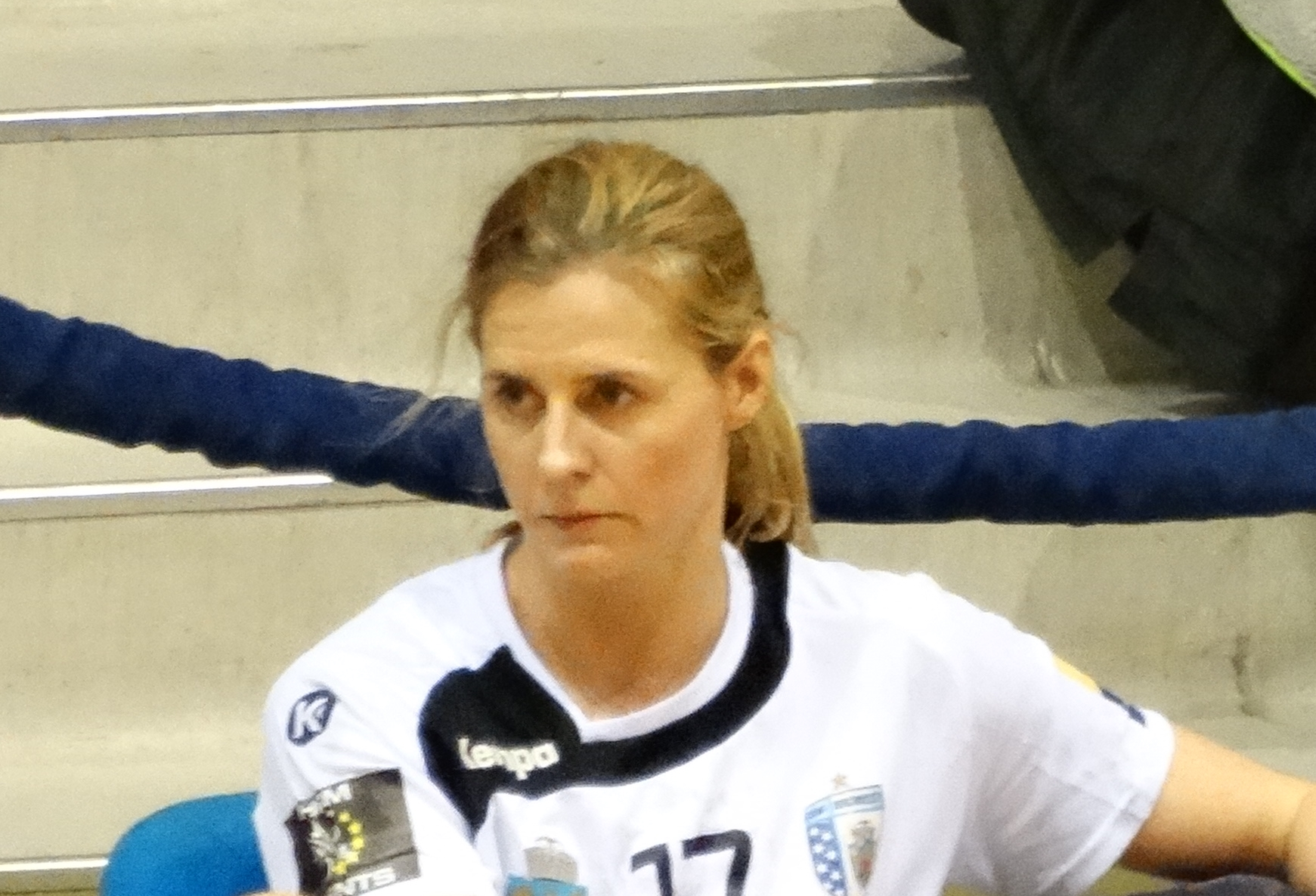
Linnea Torstenson;
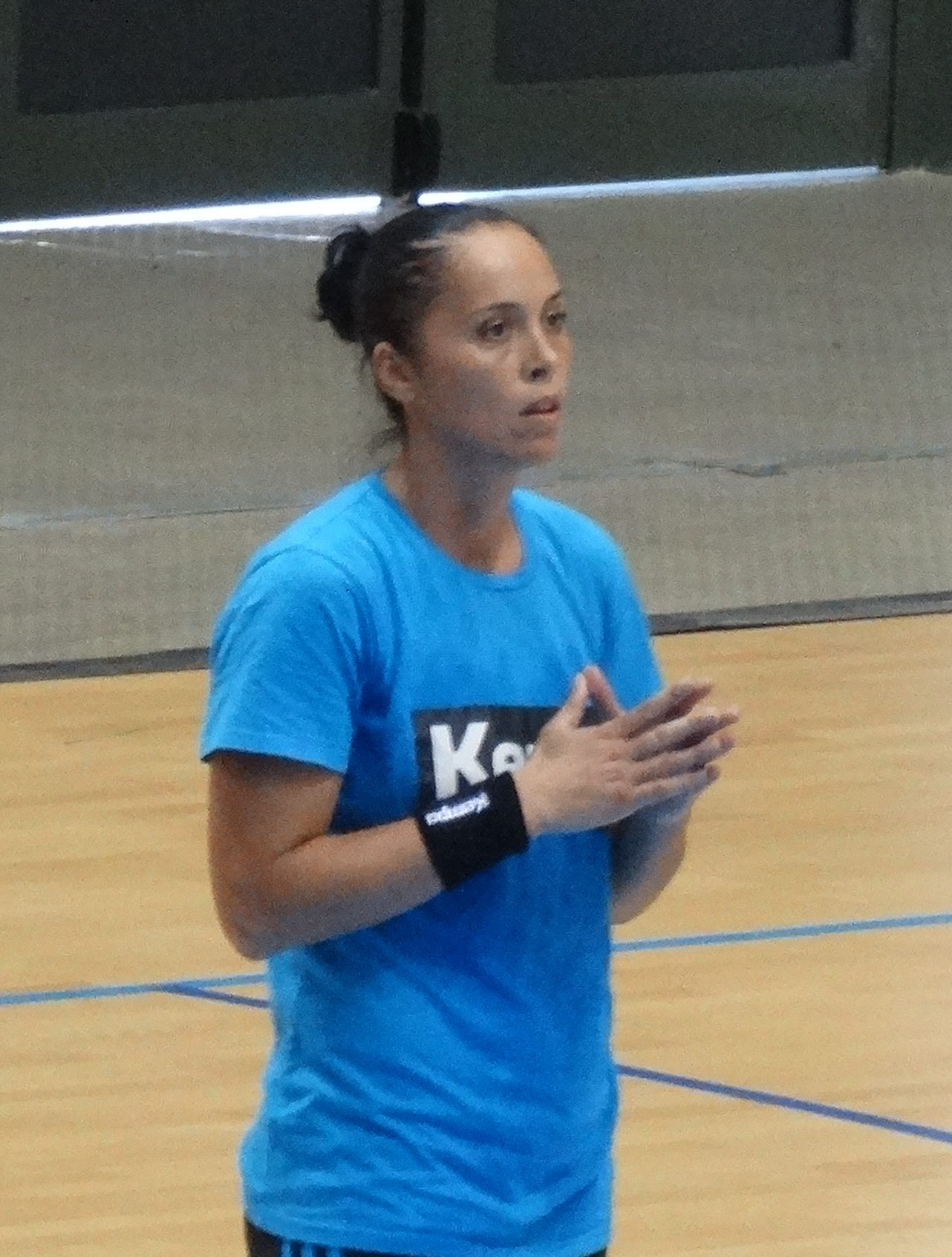
Mica Brădeanu;
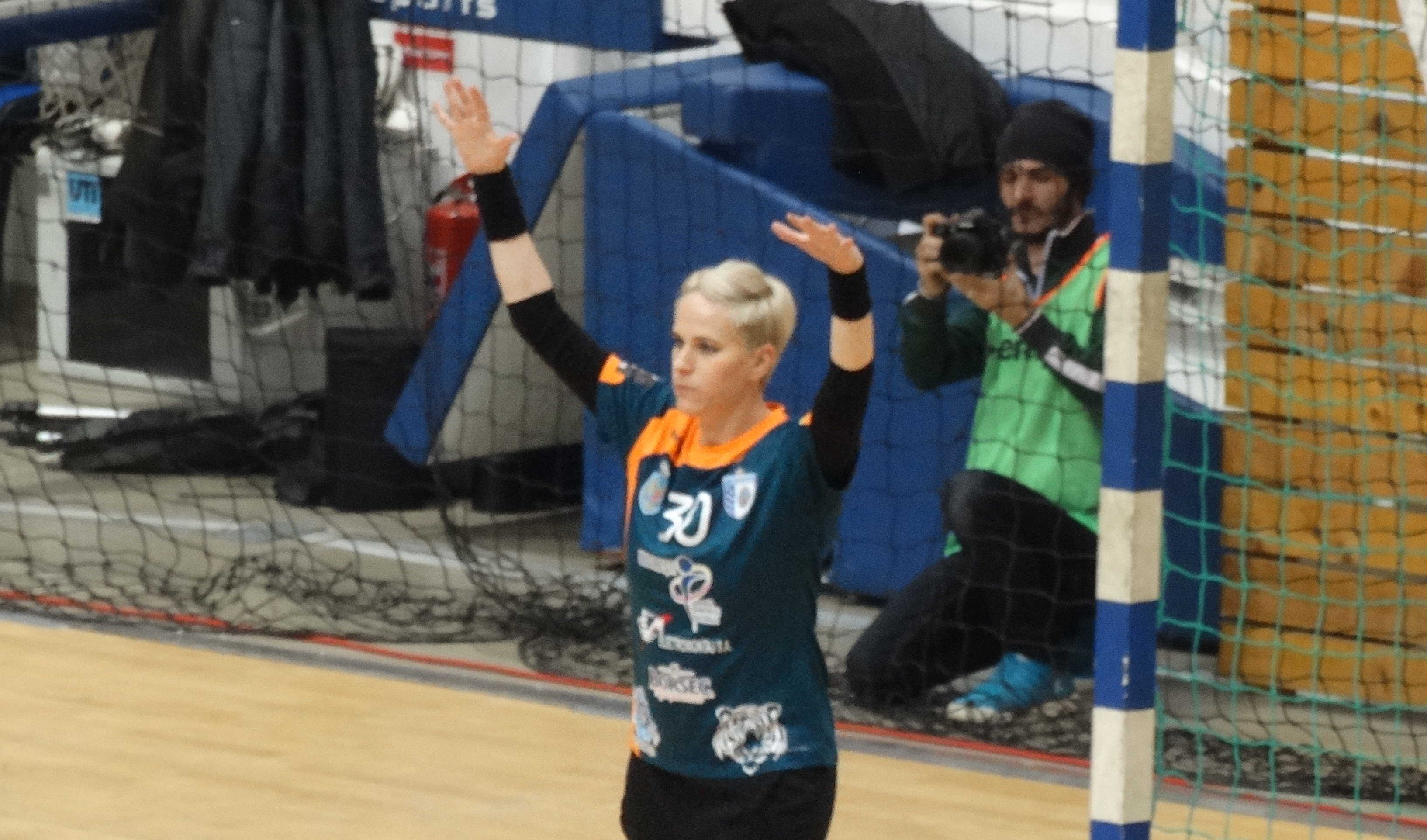
Paula Ungureanu;

## Echipa tehnică

### Prezent

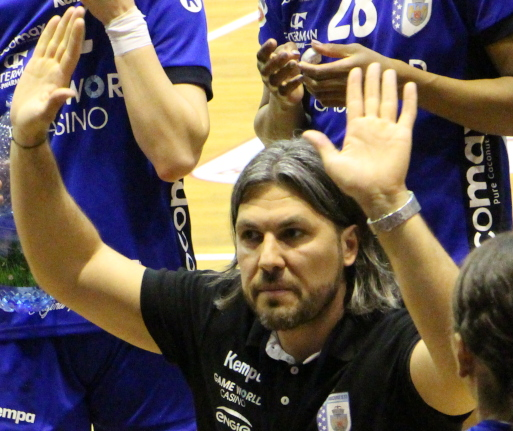
Adrian Vasile

| Ocupație             | Nume                      |
| -------------------- | ------------------------- |
| Antrenor principal   | Adrian Vasile             |
| Antrenor secund      | Iulia Curea               |
| Antrenor cu portarii | Mihaela Ciobanu           |
| Doctor               | Florin Oancea             |
| Preparator fizic     | Dragoș Luscan             |
| Maseuri              | Aureliana Gurău Radu Șuță |

### Antrenori
| Perioadă                               | Antrenor              |
| -------------------------------------- | --------------------- |
| iunie 2007 — 4 februarie 2014          | Vasile Mărgulescu     |
| 4 — 18 februarie 2014                  | Lucian Ghiulai        |
| 19 februarie 2014 — 16 septembrie 2015 | Mette Klit            |
| 16 septembrie 2015 — 30 mai 2016       | Kim Rasmussen         |
| 30 mai 2016 — 7 noiembrie 2016         | Jakob Vestergaard     |
| 7 noiembrie 2016 — 1 aprilie 2017      | Aurelian Roșca        |
| 1 aprilie 2017 — iunie 2017            | Per Johansson         |
| iunie 2017 — 16 martie 2018            | Helle Thomsen         |
| 29 martie 2018 — 16 mai 2018           | Per Johansson         |
| 6 iulie 2018 — 17 octombrie 2018       | Karl Magnus Johansson |
| 18 octombrie 2018 — 24 mai 2019        | Dragan Đukić          |
| iunie 2019 — 1 octombrie 2019          | Tomas Ryde            |
| 1 octombrie 2019 — 21 mai 2024         | Adrian Vasile         |
| 15 iulie 2024 — 30 iunie 2025          | Helle Thomsen         |

## Management
| Ocupație               | Nume             |
| ---------------------- | ---------------- |
| Președinte             | Cristina Vărzaru |
| Team manager           | Vlad Enăchescu   |
| Organizator competiții | Ionuț Bugan      |